# Караваджизм

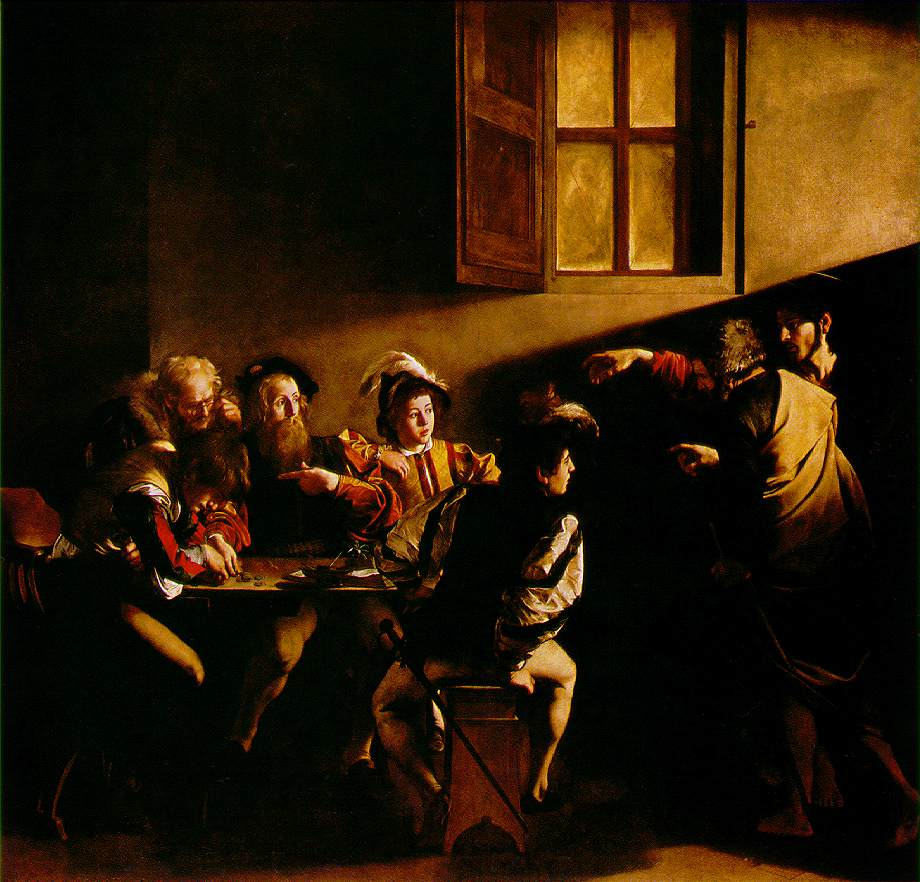
Караваджо.Призвание апостола Матфея. 1599—1600. Холст, масло. Церковь Сан-Луиджи-деи-Франчези, Рим

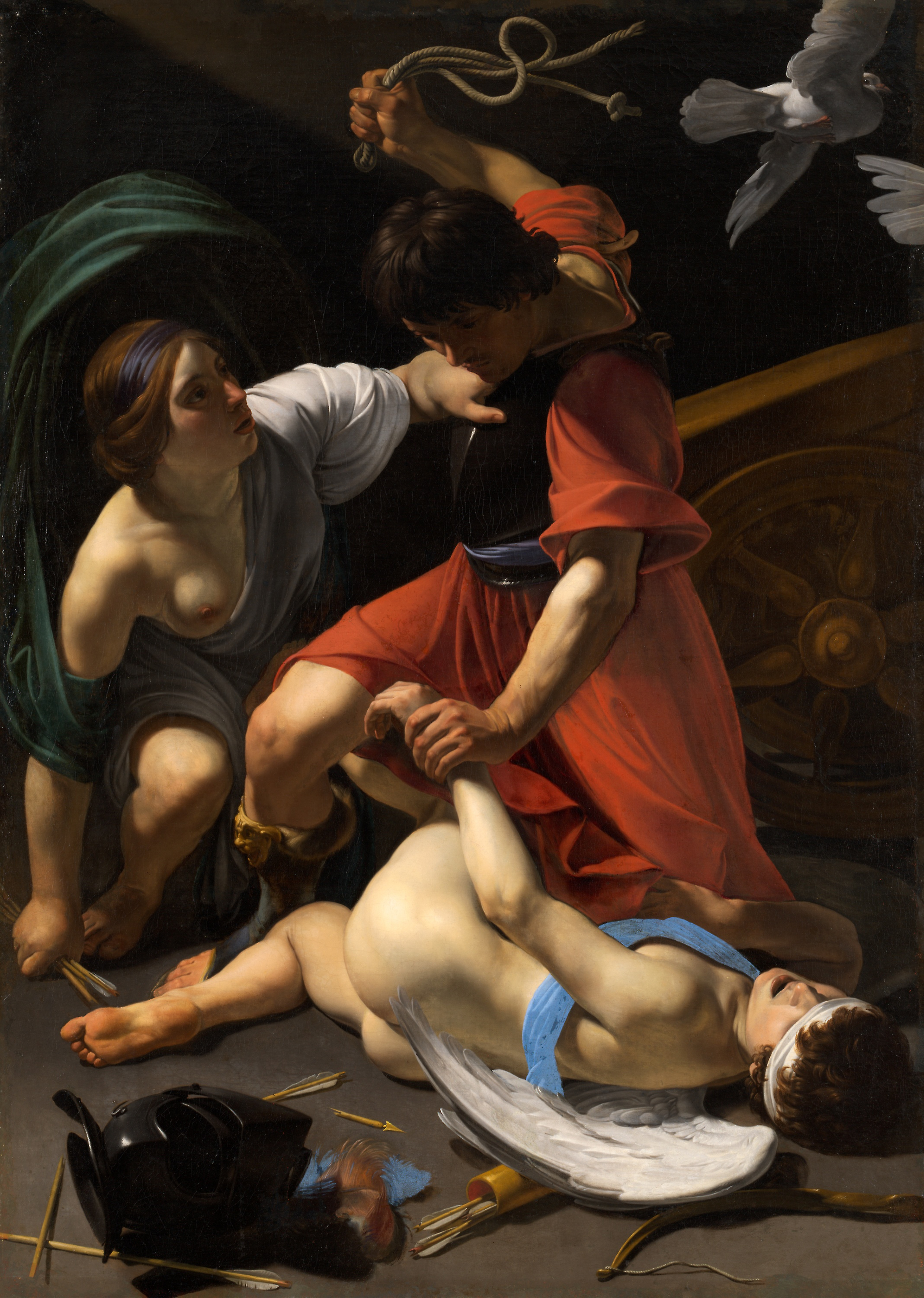
Б. Манфреди. Марс, наказывающий Амура (Наказание Купидона). Ок. 1608. Холст, масло. Чикагский институт искусств

Караваджи́зм — течение (в отдельных источниках: направление) в западноевропейской живописи эпохи барокко XVII века. Караваджистами называют последователей и подражателей выдающегося итальянского живописца конца XVI века Микеланджело Меризи да Караваджо. Караваджо не основывал мастерскую с учениками, как большинство других художников, и поэтому у него не существовало школы в общепринятом смысле слова для распространения своего творческого метода. Однако его влияние на современников было огромным.
Он также никогда не излагал свой подход к искусству, так называемый «психологический реализм», а точнее натурализм, который может быть выведен только из его произведений. Но отдельные черты живописного метода Караваджо можно прямо или косвенно увидеть в творчестве Рубенса, Хосе де Риберы и даже Рембрандта. Знаменитый при жизни, сам Караваджо был забыт почти сразу же после смерти. Многие из его картин были переписаны его последователями, например «Поцелуй Иуды», которая до 1990 года приписывалась голландскому художнику Герриту ван Хонтхорсту. Только в XX веке значение Караваджо для развития западноевропейского искусства было переоценено. В 1920-е годы историк искусства Роберто Лонги следующим образом охарактеризовал вклад Караваджо в историю живописи: «Рибера, Вермеер, Ла Тур и Рембрандт никогда не могли бы существовать без него. И искусство Делакруа, Курбе и Мане было бы совершенно иным». Влиятельный историк искусства Бернард Беренсон утверждал: «за исключением Микеланджело, ни один другой итальянский художник не оказал такого большого влияния на искусство».
Для караваджизма характерен интерес к точной передаче особенностей натуры, подчёркнутый реализм в изображении предметов. Важная роль уделяется объёмности фигур, чаще за счёт сильной светотени — контрастному освещению крупных фигур, выдвинутых на передний план. Причём дальний план, как правило, остаётся темным, почти чёрным, как бы поглощённым темнотой.
В произведениях караваджистов наблюдается драматическая сила образов, почерпнутая у самого Караваджо, несмотря на незамысловатость бытовых или каноничность евангельских сюжетов. Одиночество человека, считается одной из излюбленных тем художников-караваджистов. Со временем воздействие караваджизма стало сказываться на творчестве некоторых представителей искусства барокко, а также академизма.

 Поклонники искусства Караваджо видели в нём реформатора религиозной живописи. Большие картины Караваджо, написанные на евангельские сюжеты, ошеломляли натурализмом, иллюзорностью и мощным плебейским духом. Художники классицизма и духовенство были возмущены тем, что у Мадонны в изображении Караваджо старое опухшее лицо, а у святых апостолов — грязные заскорузлые пятки. Господствовавшим в то время классицизму, наследовавшему традиции искусства Рафаэля, официальному католическому барокко, «подслащённому и сентиментальному стилю католического идеализма» Бартоломео делла Порта и нарождающемуся маньеризму, провинциальный мастер с необузданным темпераментом дерзко противопоставил собственный натуралистический метод, основанный на крупных планах, смелых ракурсах и эффектах светотени. Однако новаторское искусство Караваджо оказалось в оппозиции не только к академической, со всеми её изъянами, но и к прогрессивной классицистическо-романтической традиции. Никола Пуссен, выдающийся живописец французского классицизма, работавший в Италии, обвинил Караваджо «в разрушении живописи». 
Крупнейшими представителями караваджизма являются О. Джентилески, Л. Спада и М. Де Фьори в Италии; так называемые «утрехтские караваджисты» (Д. Бабюрен, Х. Тербрюгген и др.) в Нидерландах; Х. Рибера в Испании. Через этап караваджизма прошли П. П. Рубенс, Д. Веласкес, Рембрандт, Ж. де Латур. В 1951 году в Италии состоялась большая выставка «Караваджо и караваджисты», в определённой мере подытожившая дискуссии и спорные атрибуции.

## В Италии

### Рим
Находившийся в конце 1590-х и начале 1600-х годов на пике своей популярности в Риме новый драматический стиль Караваджо оказал влияние на многих его коллег в римском мире искусства. Среди первых караваджистов были Марио Миннити, Джованни Бальоне (хотя период увлечения караваджизмом у него был недолгим), Леонелло Спада и Орацио Джентилески. К следующему поколению последователей Караваджо относились Карло Сарачени, Бартоломео Манфреди и Орацио Борджанни, а также анонимные художники, такие как Мастер игроков. Джентилески, несмотря на то, что был одним из самых старших из них, был одним из немногих из этих художников, кто жил намного позже 1620 года, в итоге став придворным художником короля Англии Карла I. Его дочь Артемизия Джентилески также в своём творчестве была близка к Караваджо и одной из самых одарённых в числе его последователей, что наглядно отразилось, например, в её работе «Юдифь убивает Олоферна». Однако в Риме и в Италии восторжествовало не наследие Караваджо, а искусство Аннибале Карраччи, смешавшее в себе элементы Высокого Возрождения и ломбардского реализма. Среди других караваджистов, активно работавших в Риме, выделялись Анджело Карозелли, Пьер Франческо Мола, Томмазо Салини и Франческо Бонери. Джачинто Бранди творил преимущественно в Риме и Неаполе. Голландский художник Давид де Хан активно работал в Риме с 1615 по 1622 год.

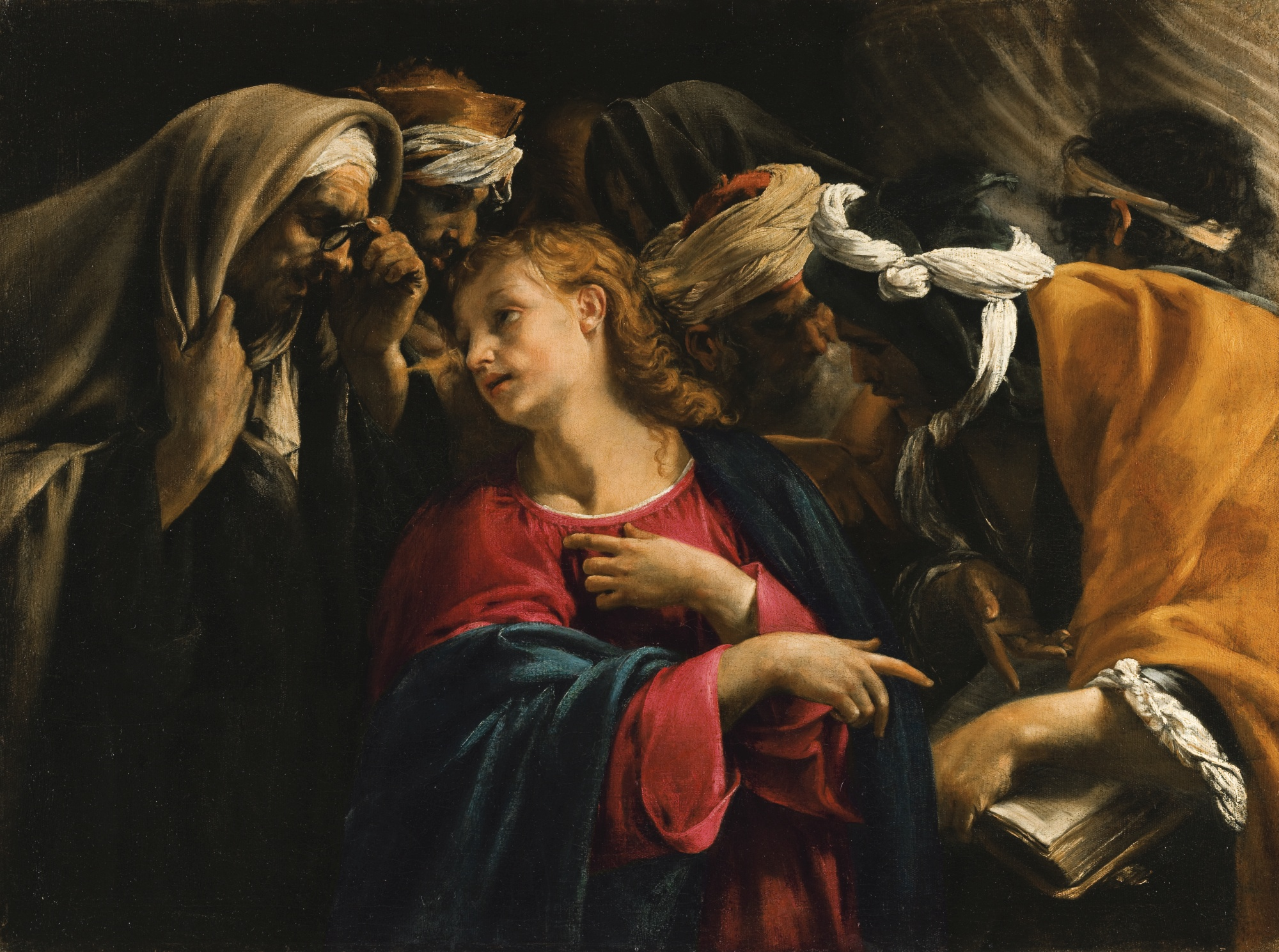
О. Борджанни[итал.]. Христос среди лекарей
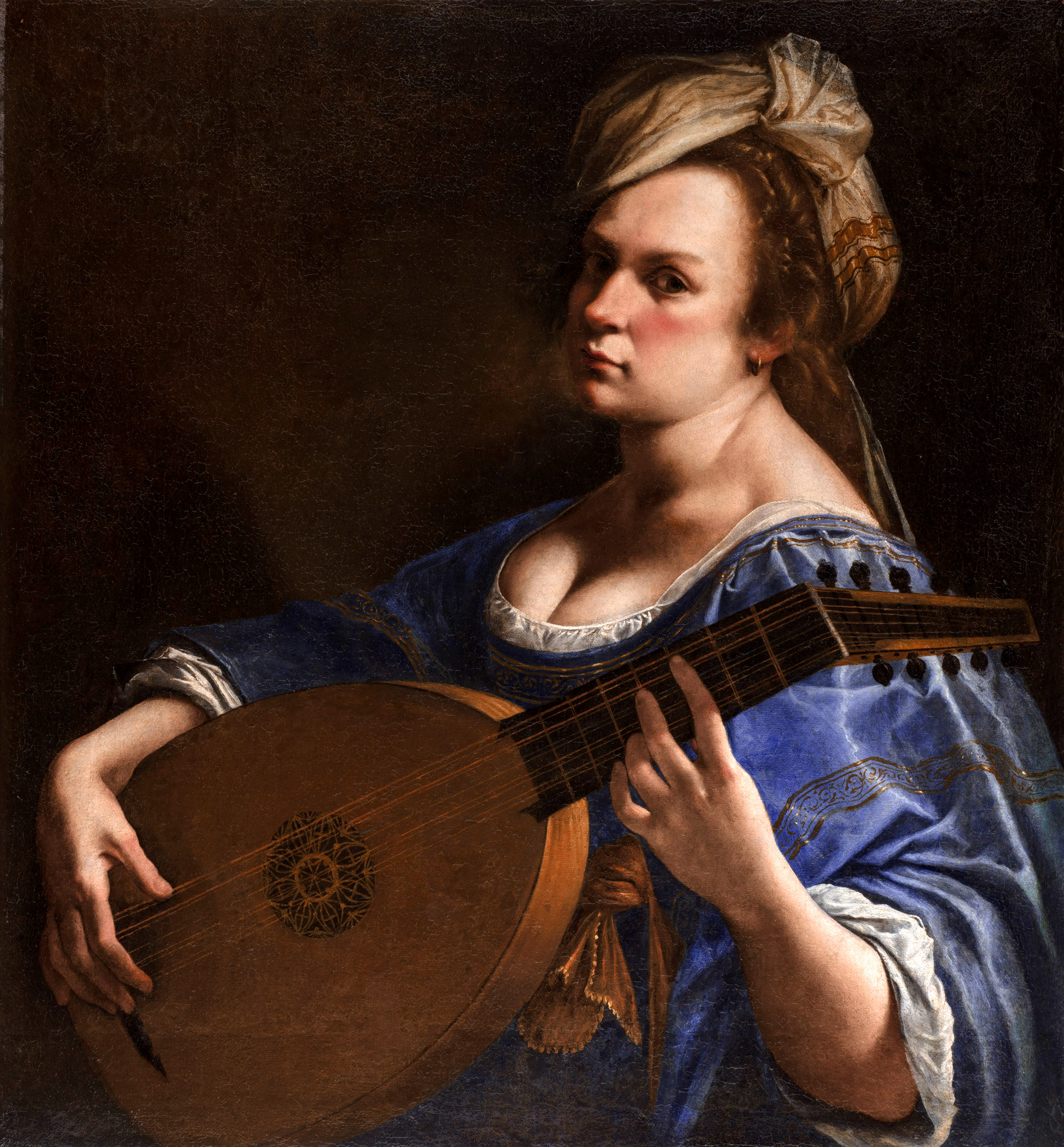
А. Джентилески. Автопортрет в образе лютнистки. 1615-1617
Дж. Бальоне. Любовь небесная и Любовь земная. 1602. Холст, масло. Палаццо Барберини, Рим
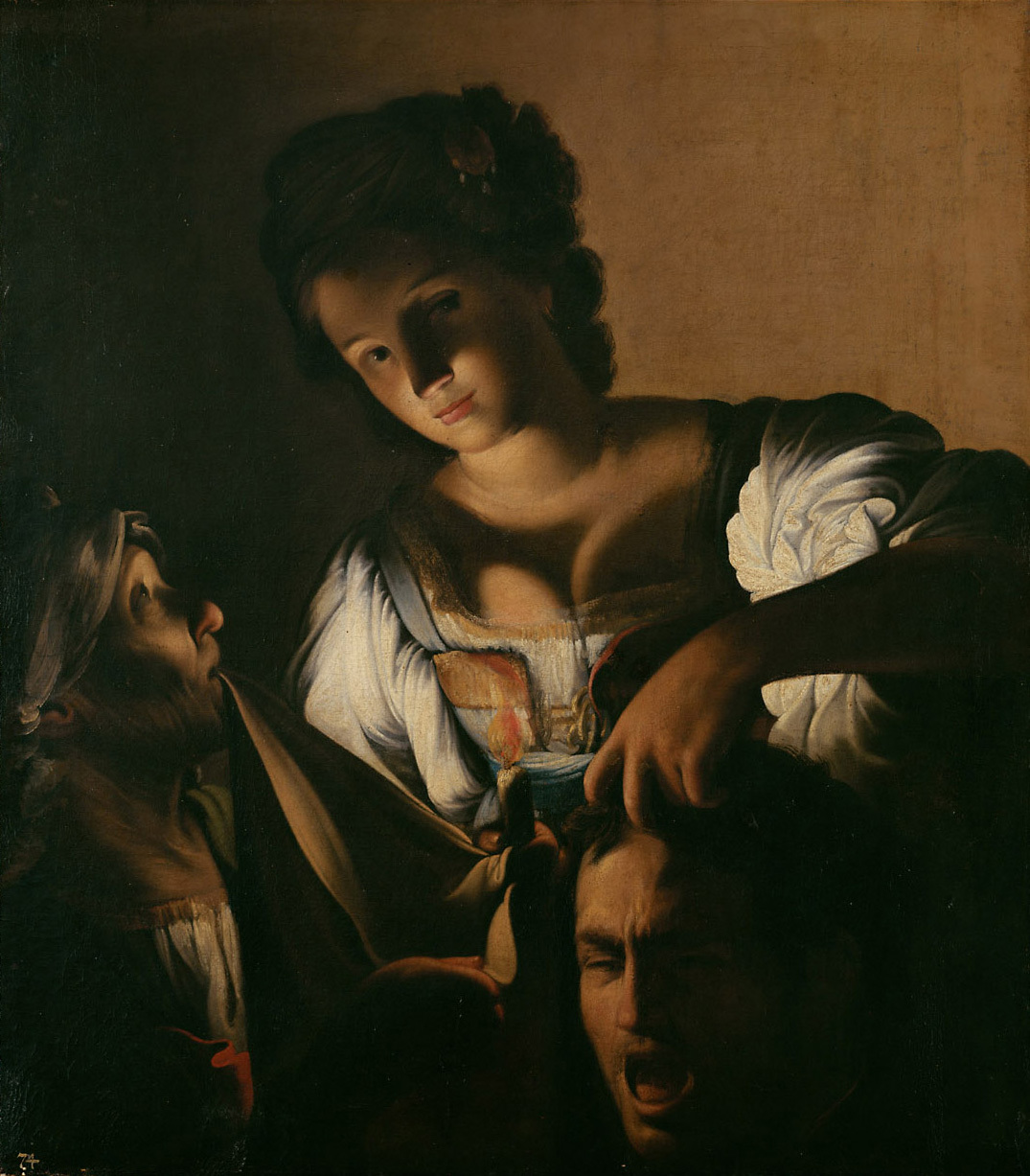
К. Сарачени Юдифь с головой Олоферна. 1610–1615

### Неаполь
В мае 1606 года после убийства Рануччо Томассони Караваджо бежал в Неаполь от вынесенного ему смертного приговора. Там он выполнял заказы на создание картин, важнейшими из которых являются «Мадонна с чётками» и «Семь деяний милосердия». Его творчество оказало глубокое влияние на местных художников, и его краткое пребывание в Неаполе дало началу выделяющейся школе неаполитанских караваджистов, включая Баттистелло Караччоло, Бернардо Каваллино, Карло Селлитто, Массимо Станционе, Франческо Гварино, Андреа Ваккаро, Чезаре Фракандзано и Антонио де Беллиса. Джачинто Бранди творил преимущественно в Риме и Неаполе. Движению караваджистов в Неаполе положила конец страшная вспышка чумы в 1656 году, но к то времени Неаполь был владением Испании, и влияние караваджизма уже распространилось и там.

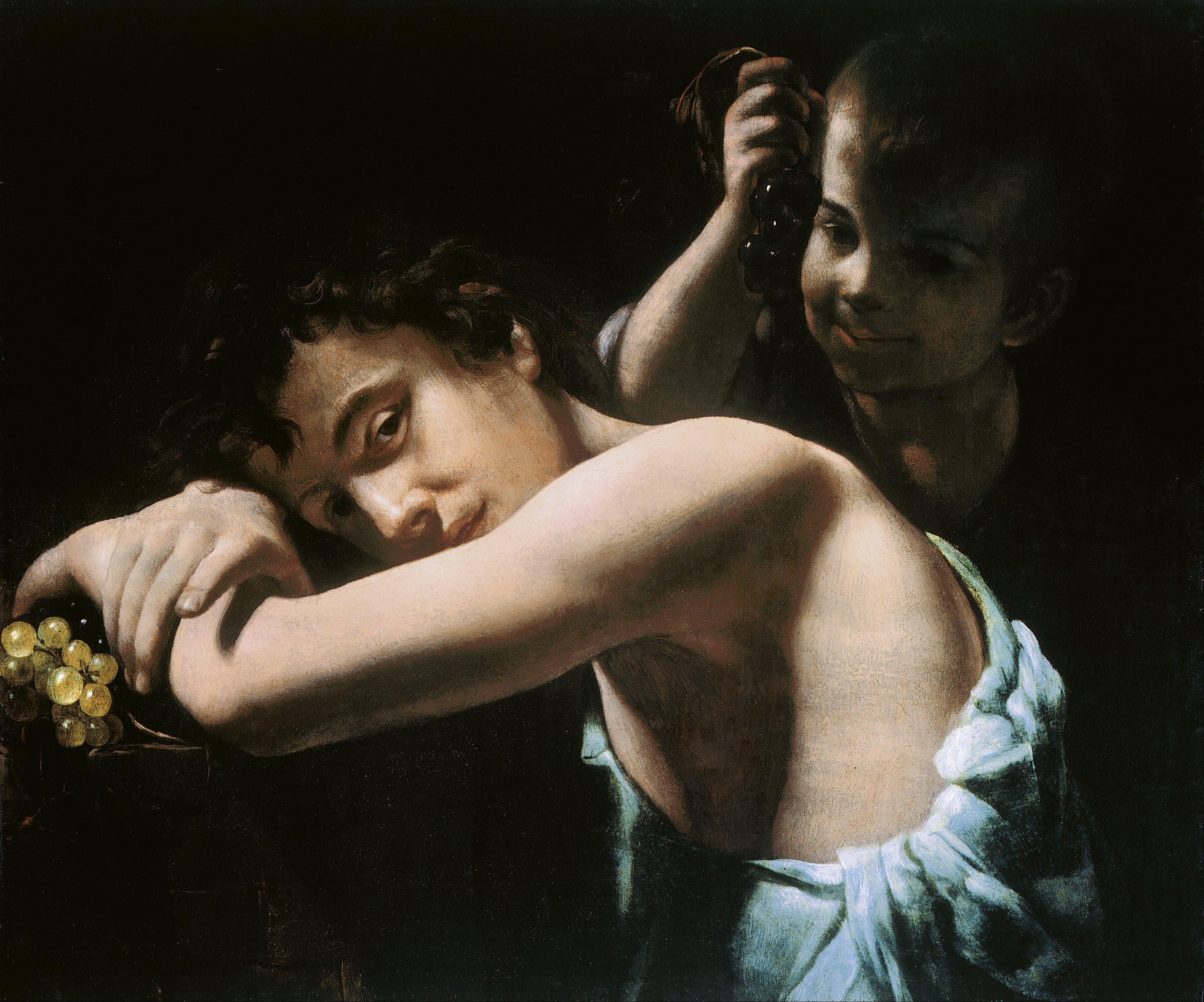
Б. Караччоло. Двое юношей с виноградом. 1605–1610
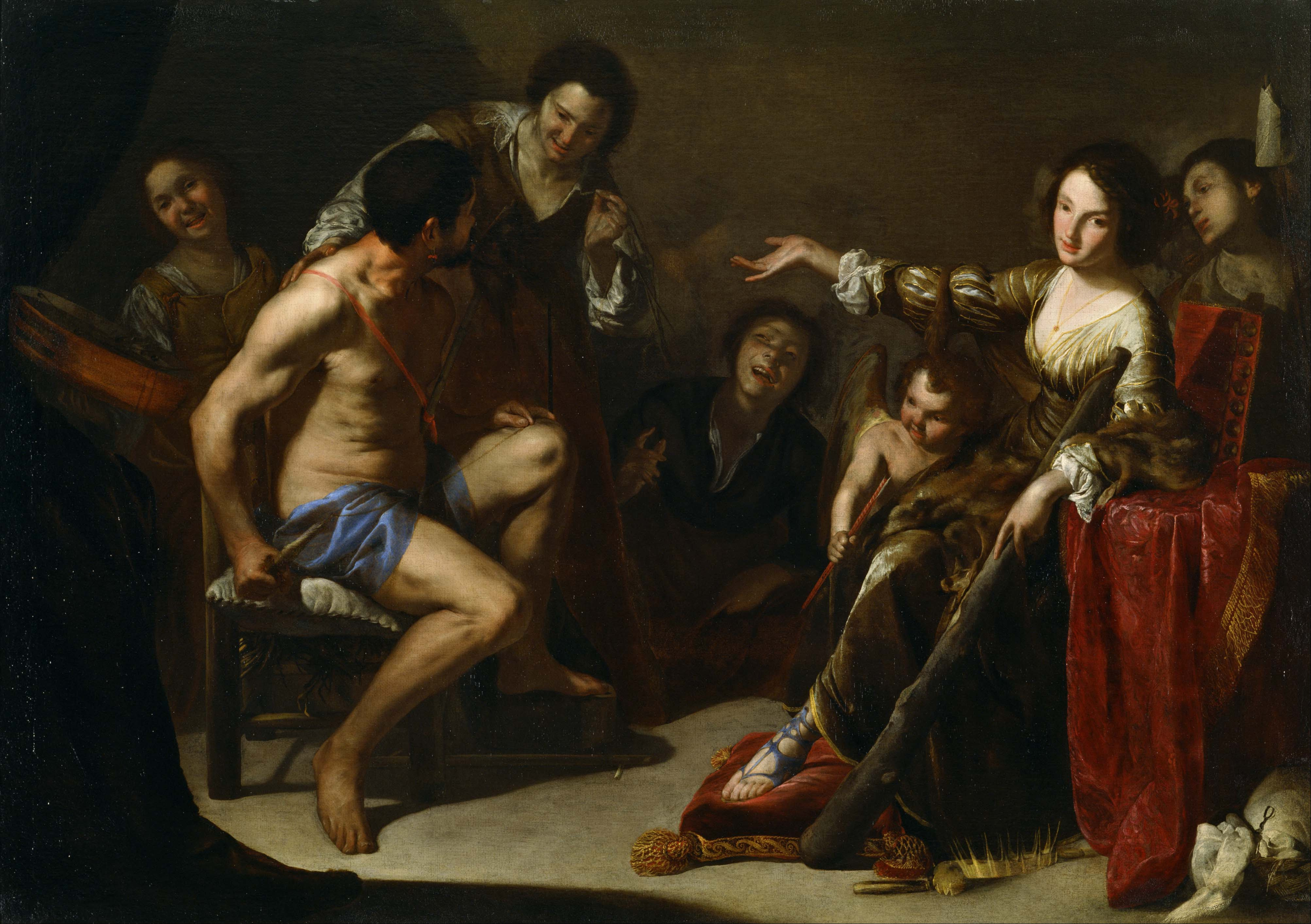
Б. Каваллино. Геркулес и Омфала. Ок. 1640 г.
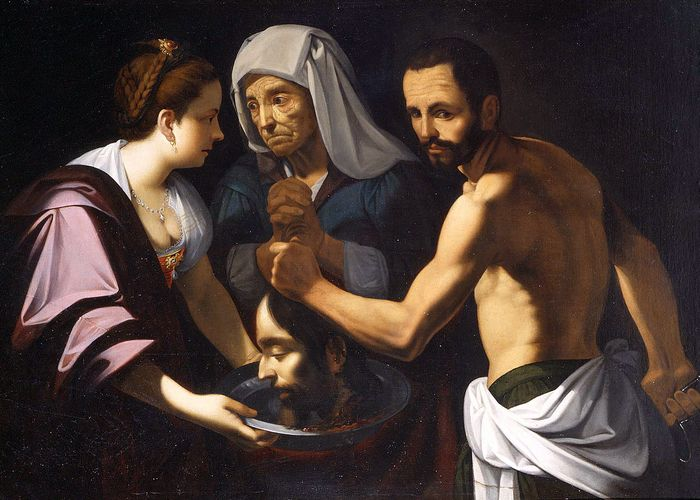
К. Селлитто[итал.]. Саломея с головой святого Иоанна Крестителя
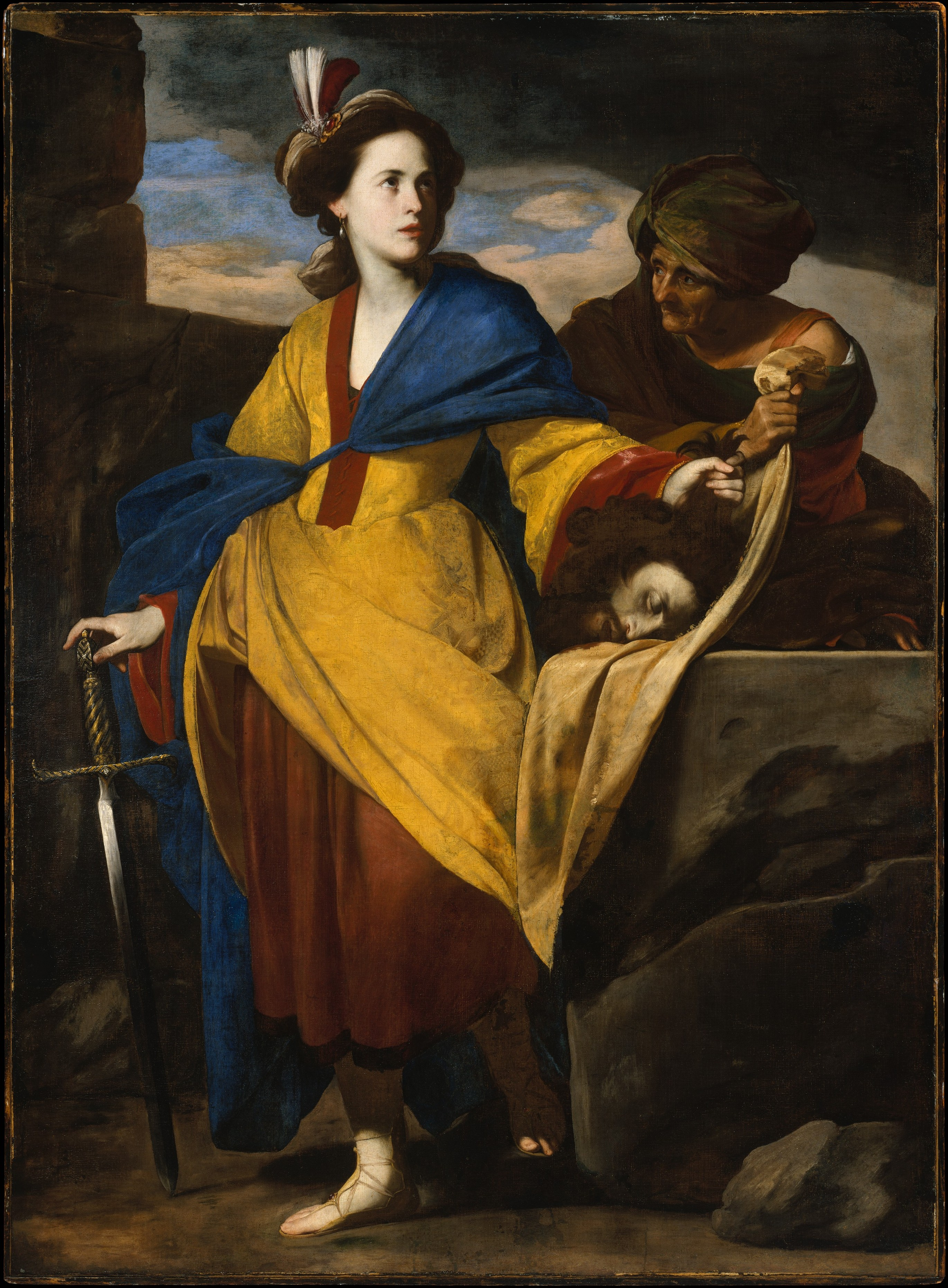
М. Станционе. Юдифь с головой Олоферна. Ок. 1640 г.

### Северная Италия
Известно, что художник Маркантонио Бассетти жил в Риме в 1616 году и, возможно, прибыл туда двумя годами ранее. В Риме он попал под влияние творчества Караваджо и Орацио Борджанни. По возвращении в Верону он написал картину «Святой Пётр и святые» для церкви Сан-Томазо и «Венчание Девы Марии» для церкви Святой Анастасии. Он умер от чумы в Вероне в 1630 году.
Бернардо Строцци, родившийся и работавший преимущественно в Генуе, а затем в Венеции, считается главным основателем стиля венецианского барокко. В 1620-х годах Строцци постепенно отказался от своего раннего маньеризма в пользу более личного стиля, характеризующегося новым натурализмом, заимствованным из творчества Караваджо и его последователей. Караваджизм был привнесён в Геную как Доменико Фьязеллой, вернувшимся из Рима в 1617—1618 годах, так и последователями Караваджо, проводившими своё время, работая в этом городе.
В Фаэнце выделялся последователь Караваджо, мастер Бьяджо Манцони. Художник из Реджо-нель-Эмилии Бартоломео Скедони, Даниэле Креспи из Милана и Лука Камбьязо, ведущий художник Генуи в XVI веке, часто изображали ярко освещённые фигуры на тёмном фоне. Феличе Бозелли, работавший в Пьяченце, использовал контрастное освещение караваджистов при написании своих натюрмортов. Среди других караваджистов севера Италии выделяются Танцио да Варалло, творивший преимущественно в Ломбардии и Пьемонте, в том числе в Сакри-Монти в Варалло, где он работал одновременно с Пьером Франческо Маццукелли, а также художник и гравёр Бернардино Мей, творивший в своей родной Сиене и в Риме, находясь под покровительством семьи Киджи.
Родившийся на севере Италии Джузеппе Вермильо сочетал в своих произведениях влияние Караваджо и болонских мастеров Гвидо Рени и Аннибале Карраччи. Выдающимся караваджистом в живописи бытового жанра был Бартоломео Манфреди, работавший в Риме.

### Центральная Италия
Пьетро Рикки (или Луккезино), родившийся в Лукке, часто изображал ярко освещённые фигуры на тёмном фоне (например святого Себастьяна).

### Сицилия
Марио Миннити — художник, активно работавший в стиле караваджизма на Сицилии после 1606 года. Он, в возрасте 16 лет, даже позировал для картины Караваджо «Юноша с корзиной фруктов».

## Нидерланды
В начале XVII века католические художники из Утрехта в Республике Соединенных провинций приезжали в Рим в качестве студентов, где на них сильное влияние оказало творчество Караваджо. По возвращении на север эта группа, известная как «Утрехтские караваджисты», имела недолгий, но значимый период расцвета в 1620-х годах. К ним относились такие художники, как Хендрик Тербрюгген, Геррит ван Хонтхорст, Андрис Бот и Дирк ван Бабюрен. Недолгое время расцвета утрехтского караваджизма закончилось около 1630 года, когда крупные его представители либо умерли, как в случае с Бабюреном и Тербрюггеном, либо изменили стиль, как Ван Хонтхорст, перешедший к портретной живописи и изображению исторических сцен, основываясь на фламандских тенденциях, популяризированных Рубенсом и его последователями. Среди художников следующего поколения приёмы Караваджо, хотя и не в явном виде, можно обнаружить в работах Вермеера, Рембрандта и «нишевых картинах» Герарда Дау.
Голландский художник Давид де Хан активно работал в Риме с 1615 по 1622 год. Среди прочих нидерландских мастеров этого направления выделяется Паулюс Бор, первоначально писавший довольно похожие на караваджистские исторические картины, но его работам быстро стали присущи признаки классицизма, связанные с классицизмом его земляка Ван Кампена. Абрахам Ламбертсон ван ден Темпель выделяется своим реализмом и контрастным освещением. Художник фламандского происхождения Франс Баденс работал в Амстердаме.

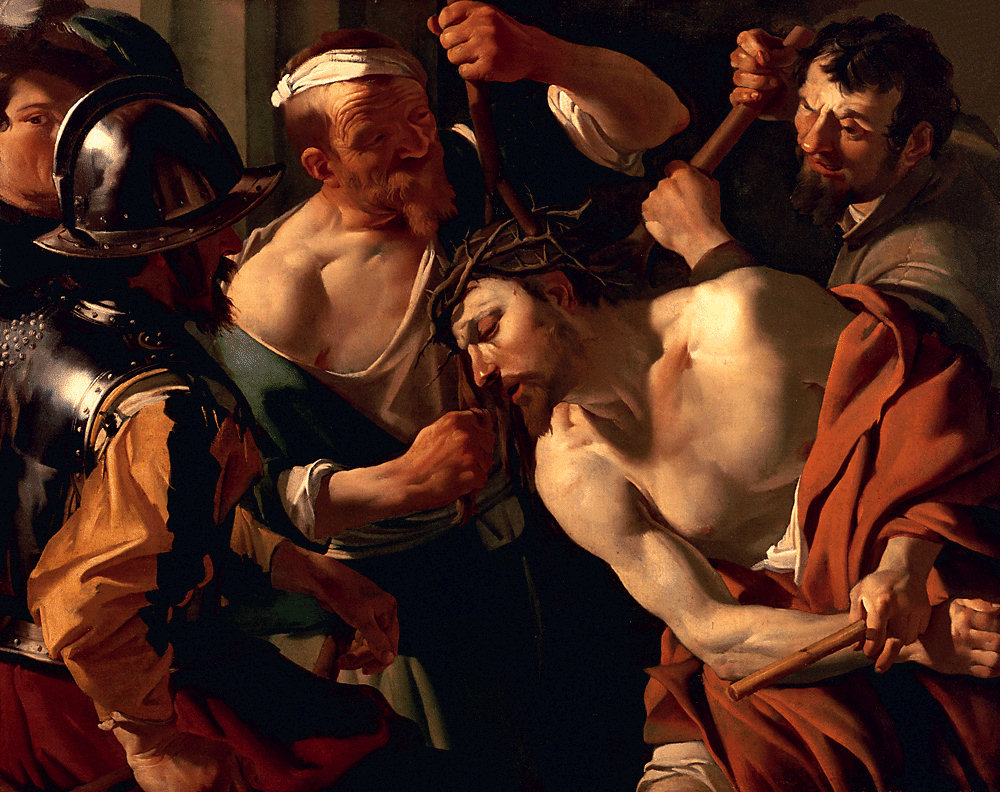
Дирк ван Бабюрен «Христос с терновым венцом», 1623
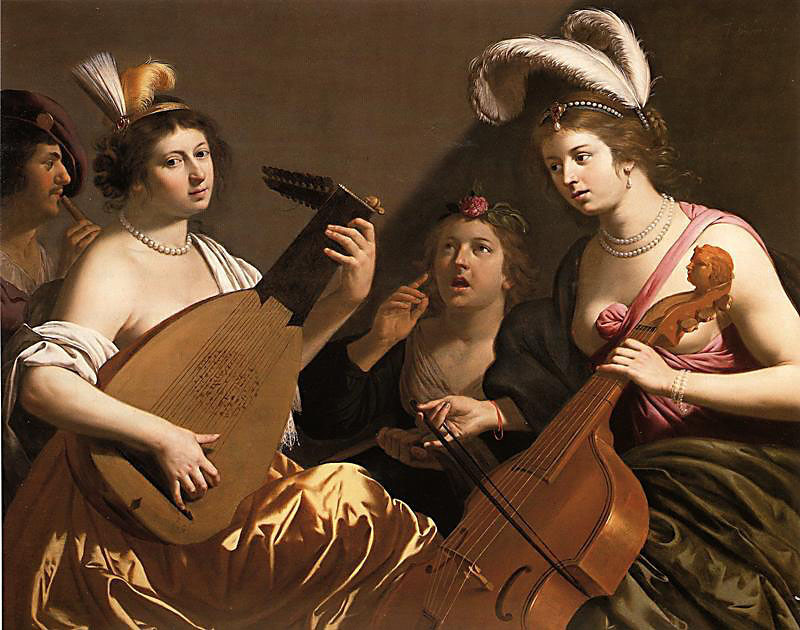
Ян ван Бейлерт «Концерт», 1630-1635
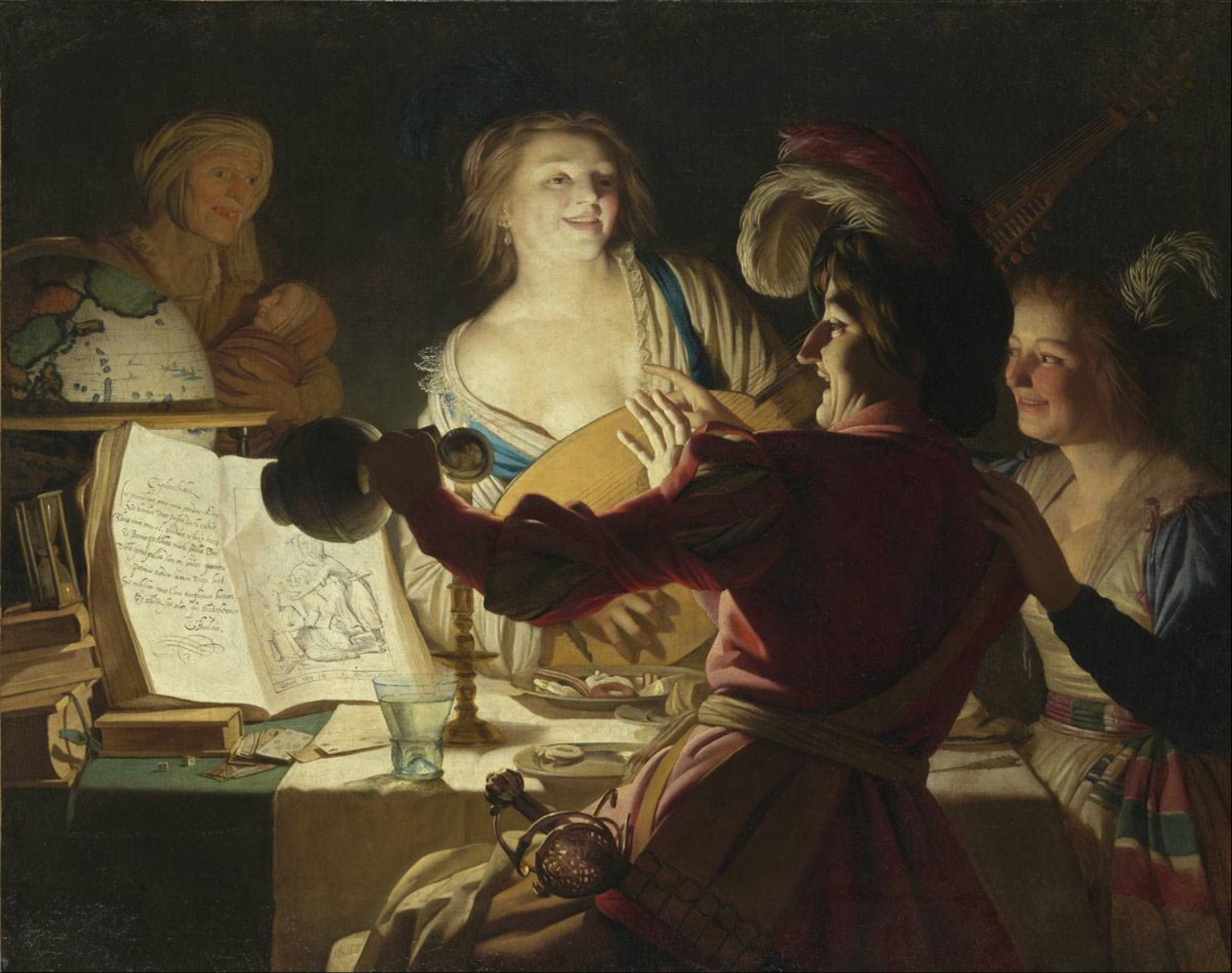
Геррит ван Хонтхорст «Весёлая компания», 1623
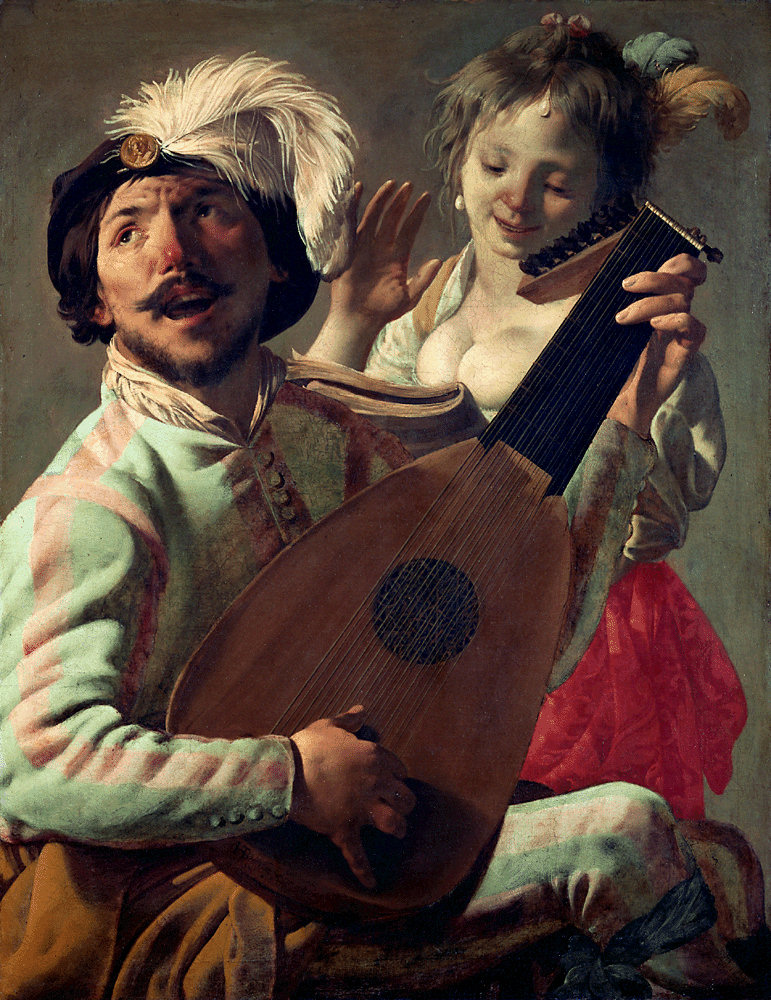
Тербрюгген – «Дуэт», 1628

## Фландрия

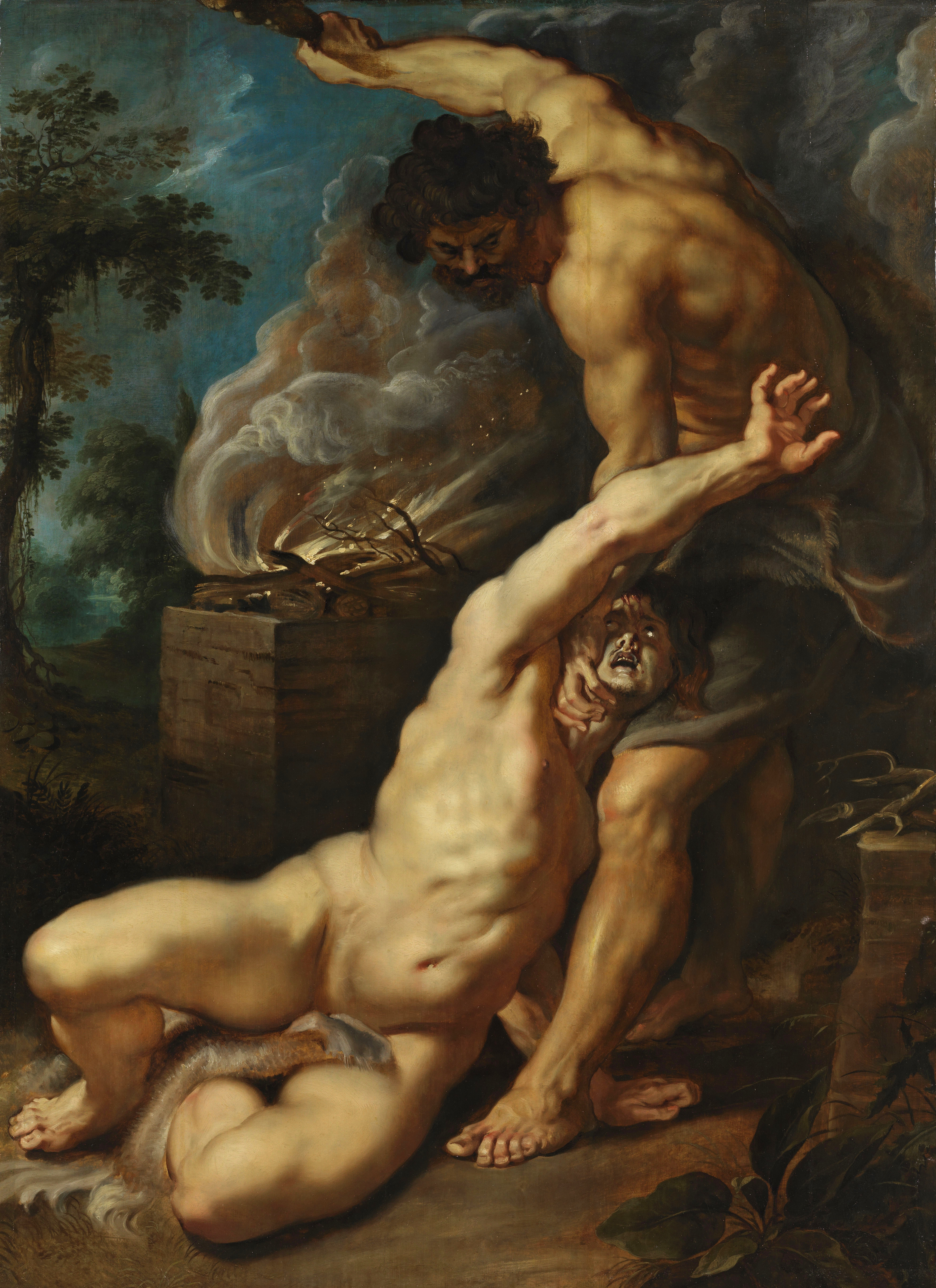
Рубенс «Каин убивает Авеля», 1608—1609

Рубенс, вероятно, был одним из первых фламандских художников, на творчество которого оказал влияние Караваджо. В 1600—1608 годов он жил в Италии. Рубенс поселился в Мантуе при дворе герцога Винченцо I Гонзаги, но также некоторое время проводил и в Риме. Во время своего пребывания там в 1601 году он познакомился с творчеством Караваджо. Впоследствии фламандский художник сделал копию «Погребения Христа» Караваджо и рекомендовал своему покровителю, герцогу мантуанскому, купить его же «Смерть Марии». После возвращения в Антверпен Рубенс сыграл важную роль в приобретении картины Караваджо «Мадонна с чётками» для церкви Святого Павла в Антверпене. Во время своего пребывания в Италии Рубенс проявил ещё больший интерес к творчеству Караваджо, к его картинам «Ужин в Эммаусе» 1606 года и «Призвание апостола Матфея» 1600 года, а также к его более поздним работам в церкви Санта-Мария-ин-Валичелла и базилике Сант-Агостино. Хотя отчасти этот интерес к Караваджо нашёл отражение в рисунках Рубенса ещё во время его пребывания в Италии, но только после его возвращения в Антверпен в 1608 году в его работах стали явно прослеживаться караваджистские черты, в таких, например, как картина «Каин убивает Авеля» (1608—1609). Однако влияние Караваджо на творчество Рубенса было не более значимым, чем влияние Рафаэля, Корреджо, Бароччи и венецианских художников. Работам мастеров, находившихся под влиянием Рубенса, таких как Питер ван Моль, Гаспар де Крайер и Виллем Якоб Херрейнс, также был присущ определённый суровый реализм и сильные контрасты света и тени, общие для стиля караваджистов.
Современник Рубенса и фламандский художник Абрахам Янссенс путешествовал с 1597 по 1602 год по Италии, где познакомился с творчеством Караваджо. В его работах после возвращения в Антверпен прослеживается влияние Караваджо. В картине 1609 года «Скальд и Антверпия» выразительность достигается за счёт использования сильных контрастов света и тени, как это было впервые сделано Караваджо.
Именно на творчество фламандских художников из поколения Рубенса, появившихся на художественной сцене в 1620-х годах, больше всего повлияло наследие Караваджо. Можно даже утверждать, что примерно с 1620 по 1640 год во Фландрии царило повальное увлечение караваджизмом. Этих мастеров часто именуют «Гентскими караваджистами» и «Антверпенскими караваджистами» по названию городов, в которых они работали. Однако между этими двумя группами нет никаких заметных стилистических различий, за исключением индивидуальных. К Гентским караваджистам принадлежали Ян Янссенс, Мельхиор де ла Марс и Антон ван ден Хёвел. Список Антверпенских караваджистов значительно длиннее, что отражая важность этого города как выдающегося художественного центра Фландрии. К ним относились Теодор Ромбоутс, Герард Зегерс, Ян Коссерс, Адам де Костер, Жак де л’Анже и Ян ван Дален. В Брюгге среди караваджистов выделялся Якоб ван Ост, писавший жанровые и исторические картины, демонстрирующие влияние на них творчества Караваджо и Манфреди, чьи работы Ост изучал в Риме. Некоторые фламандские караваджисты навсегда покинули свою родину, обосновавшись в Италии, где они находились под влиянием творчества Караваджо и его последователей. Это отчасти относится к Луи Финсону из Брюгге, который после жизни в Неаполе и Риме провёл большую часть периода своего творчества во Франции. Ещё одним подобным примером может служить Хендрик де Сомер из Локерена или Лохристи, который провёл большую часть своей жизни в Неаполе, где он писал в караваджистском стиле, находившись также под влиянием испанского художника Хосе де Риберы.
Общим местом для большинства фламандских караваджистов было то, что они, скорее всего, посещали Италию, где имели непосредственный контакт с творчеством Караваджо или его итальянских и голландских последователей. Влияние Караваджо и его последователей на их творчество можно обнаружить в использовании драматических световых эффектов и выразительных жестов, а также новых сюжетов, таких как карточные шулеры, гадалки, отречение апостола Петра и других. Некоторые художники сосредоточились на определённых аспектах творчества Караваджо. Например, Адама де Костера называли «живописцем ночи» (Pictor Noctium) из-за его любви к использованию яркой светотени и повторяющегося мотива полудлинных фигур, освещённых скрытой свечой.
Многие из этих художников, такие как Ромбоутс, Коссерс и Зегерс, впоследствии отказались от строгой приверженности караваджистскому стилю и тематике и стали работать в других различных стилях, часто под влиянием старшего поколения фламандских художников, имевших доминирующее положение во фламандском искусстве XVII века, например, Рубенса и Ван Дейка.

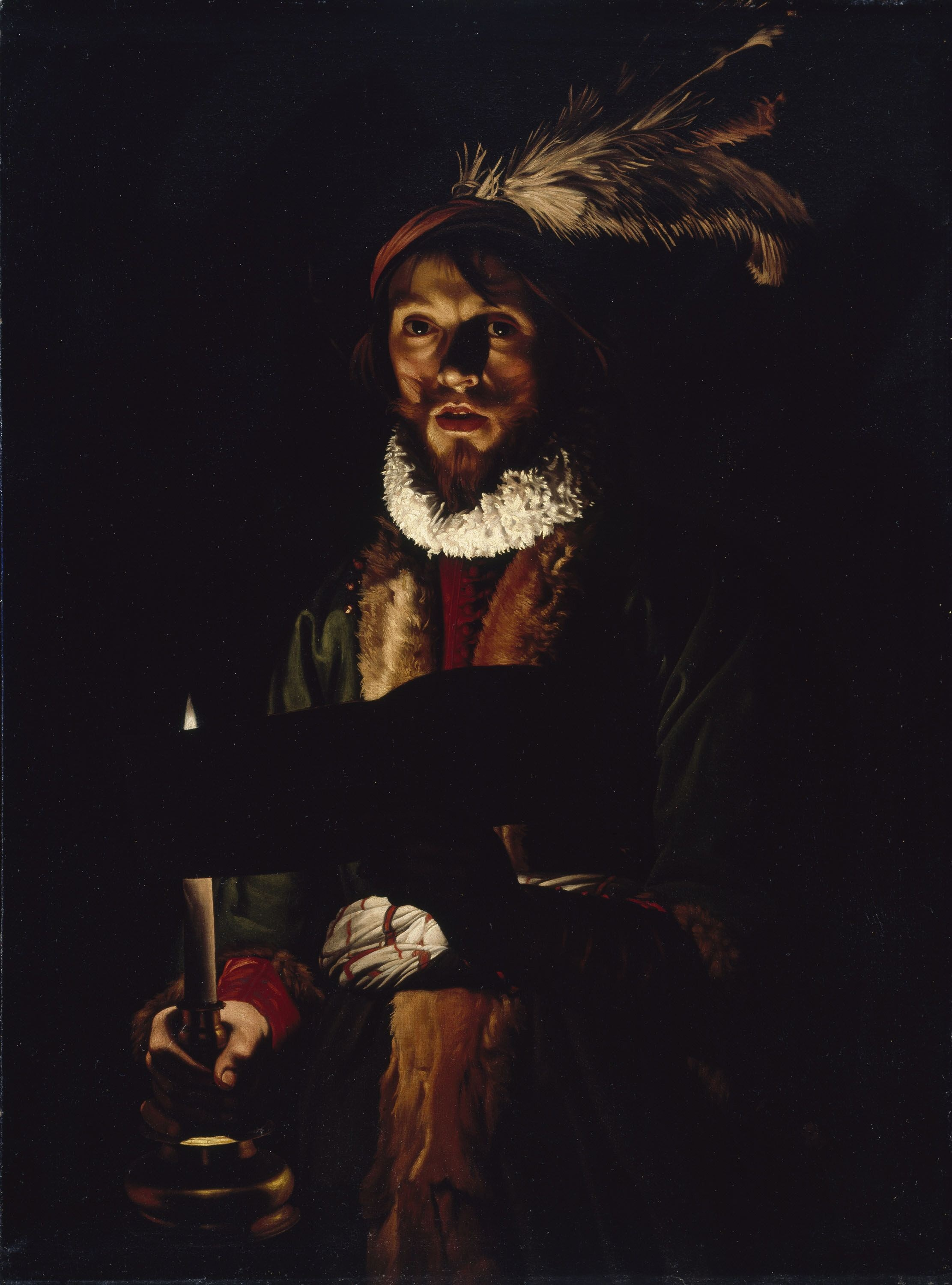
Адам де Костер «Мужчина, поющий при свечах», 1620
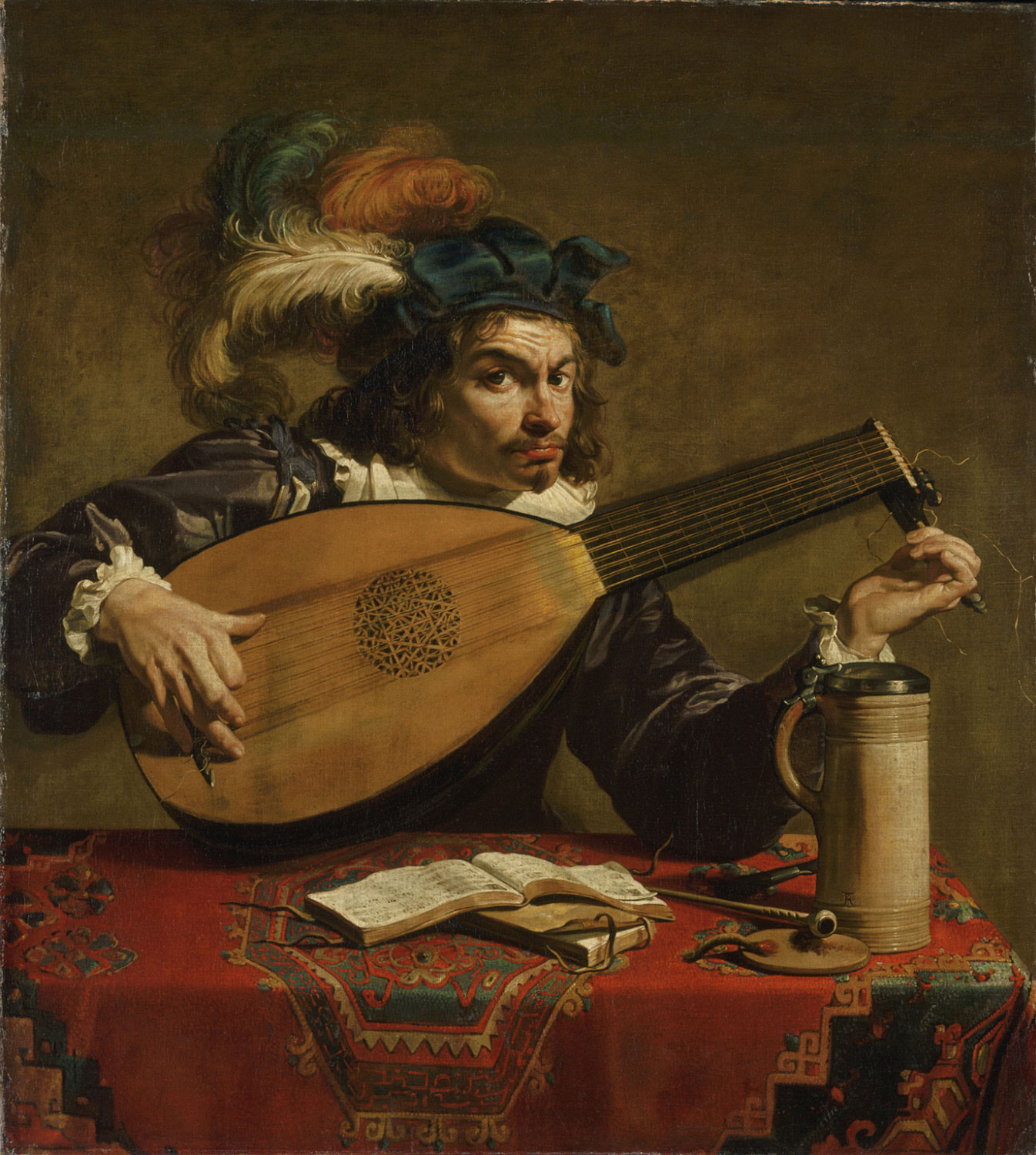
Теодор Ромбоутс «Лютнист», 1620
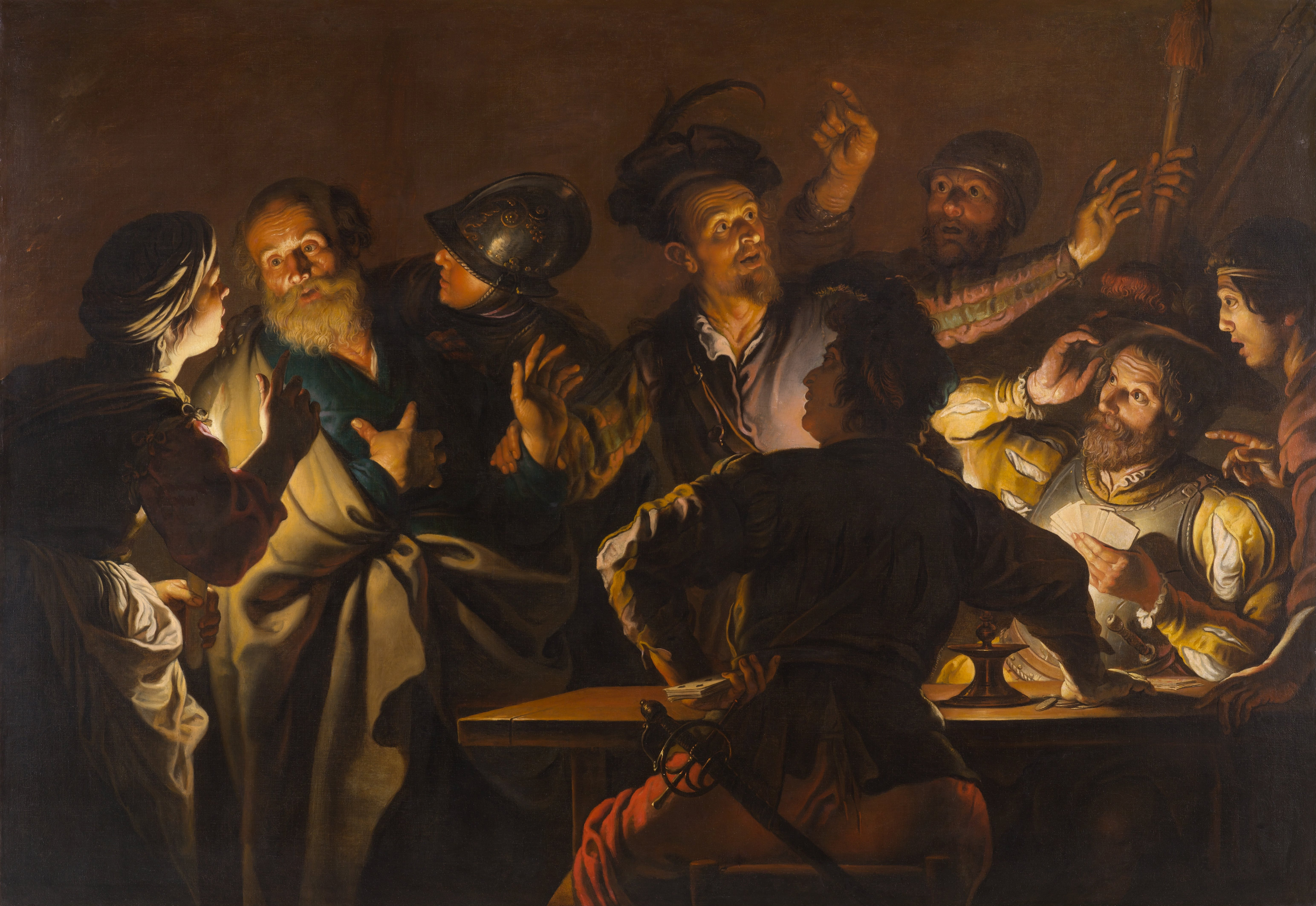
Герард Зегерс «Отречение святого Петра», около 1623
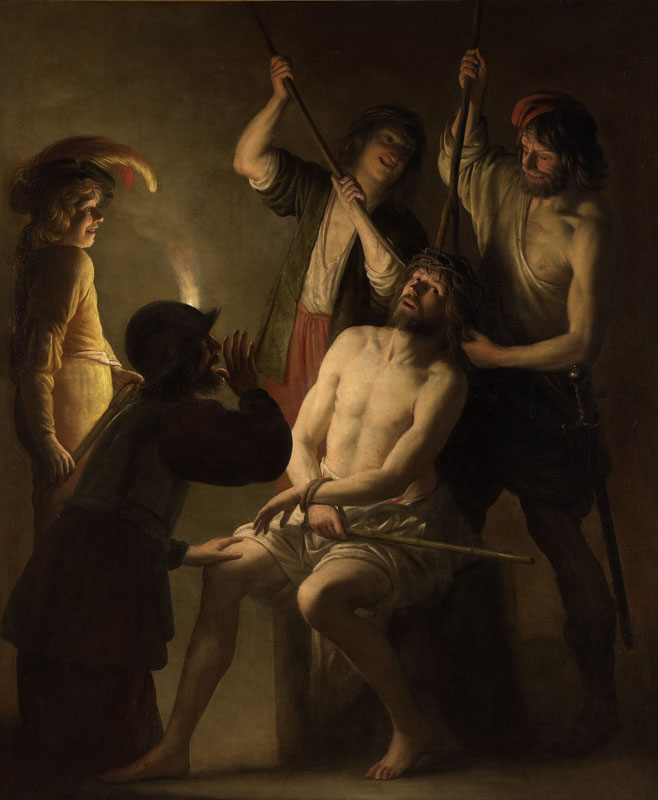
Ян Янссенс[англ.] «Возложение тернового венца», около 1648—1650

## Франция
Одним из первых французских живописцев, посещавших художественную студию в Риме во времена Караваджо, был Жан Леклерк, обучавшийся у Сарацени в начале XVII века. Художник Симон Вуэ провёл большой период своей жизни в Италии, с 1613 по 1627 год. Среди его покровителей были семья Барберини, Кассиано даль Поццо, Паоло Джордано II Орсини и Винченцо Джустиниани. Вуэ также посещал другие части Италии: Венецию, Болонью (где семья местных художников Карраччи имела свою академию), Геную (где с 1620 по 1622 год он работал на принцев Дориа) и Неаполь. Он впитывал в себя то, что видел, и отображал это в своей живописи, в том числе и драматическое освещение Караваджо. Заслуги Вуэ в Риме привели к его избранию президентом Академии Святого Луки в 1624 году. Несмотря на успех в Риме, в 1627 году Вуэ вернулся во Францию. Новый стиль Вуэ имел явное итальянское происхождение, таким образом распространивший итальянский стиль барокко во Францию. Среди других французских художников, очарованных новым стилем, выделялись Валантен де Булонь, который к 1620 году жил в Риме и учился у Вуэ, а также его ученик — Николя Турнье.
Жорж де Латур предположительно в начале своей карьеры побывал либо в Италии, либо в Нидерландах. Его картины отражают влияние Караваджо, но с его творчеством он, вероятно, познакомился через голландских караваджистов и других северных (французских и голландских) современников. В частности, Латура часто сравнивают с голландцем Хендриком Тербрюггеном. Луи Финсон, также известный как Людовик Финсоний, был фламандским художником эпохи барокко, также работавшим во Франции.

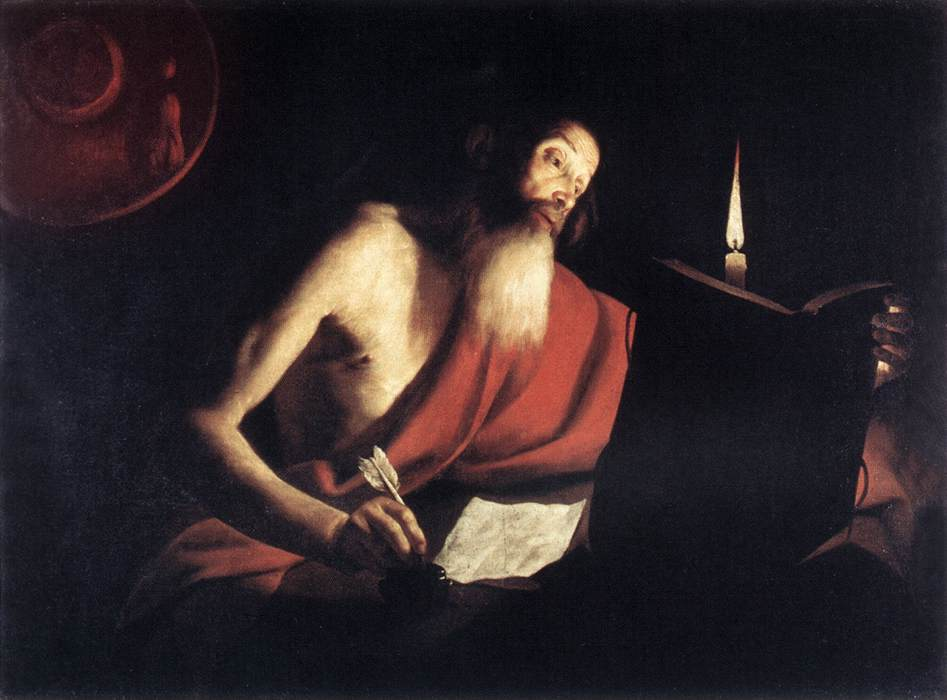
Трофим Биго «Святой Иероним»
Валантен де Булонь «Мошенники», 1618–1620
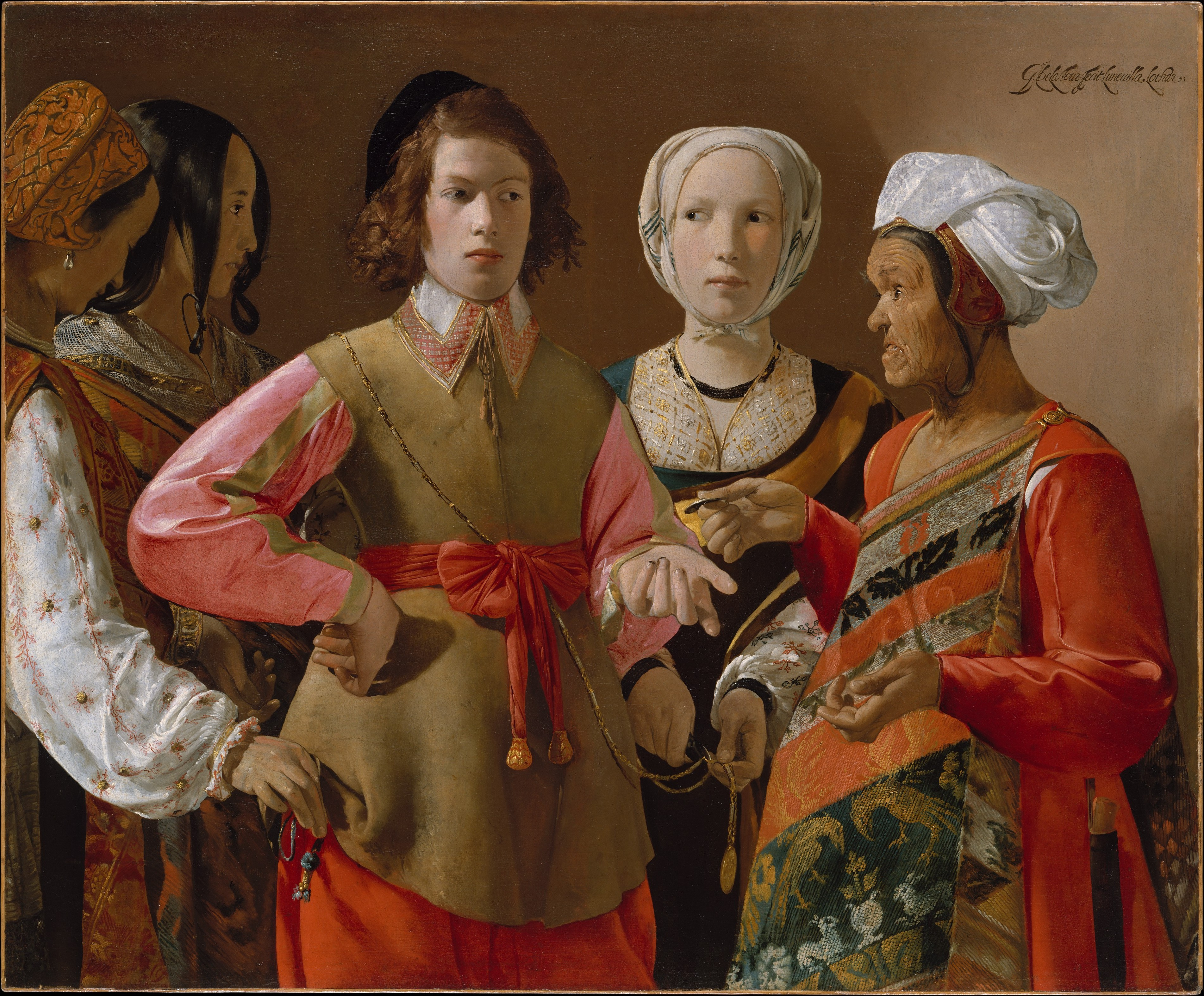
Жорж де Латур «Гадалка», 1630
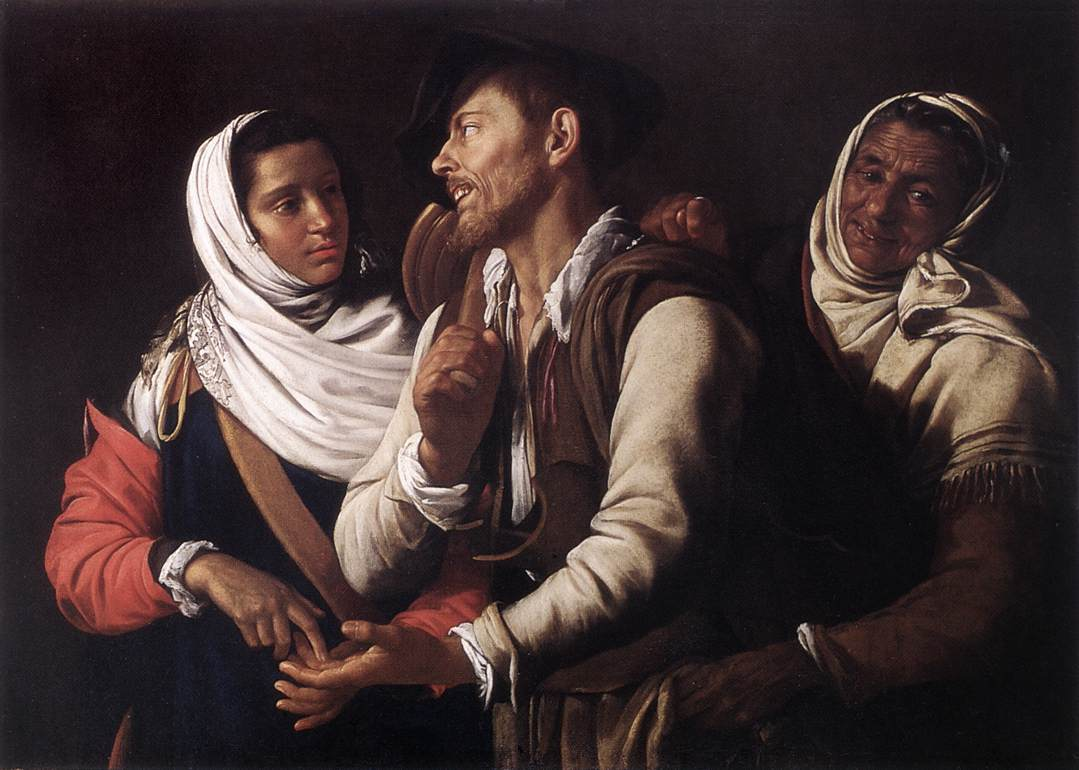
Симон Вуэ «Гадалка», 1617
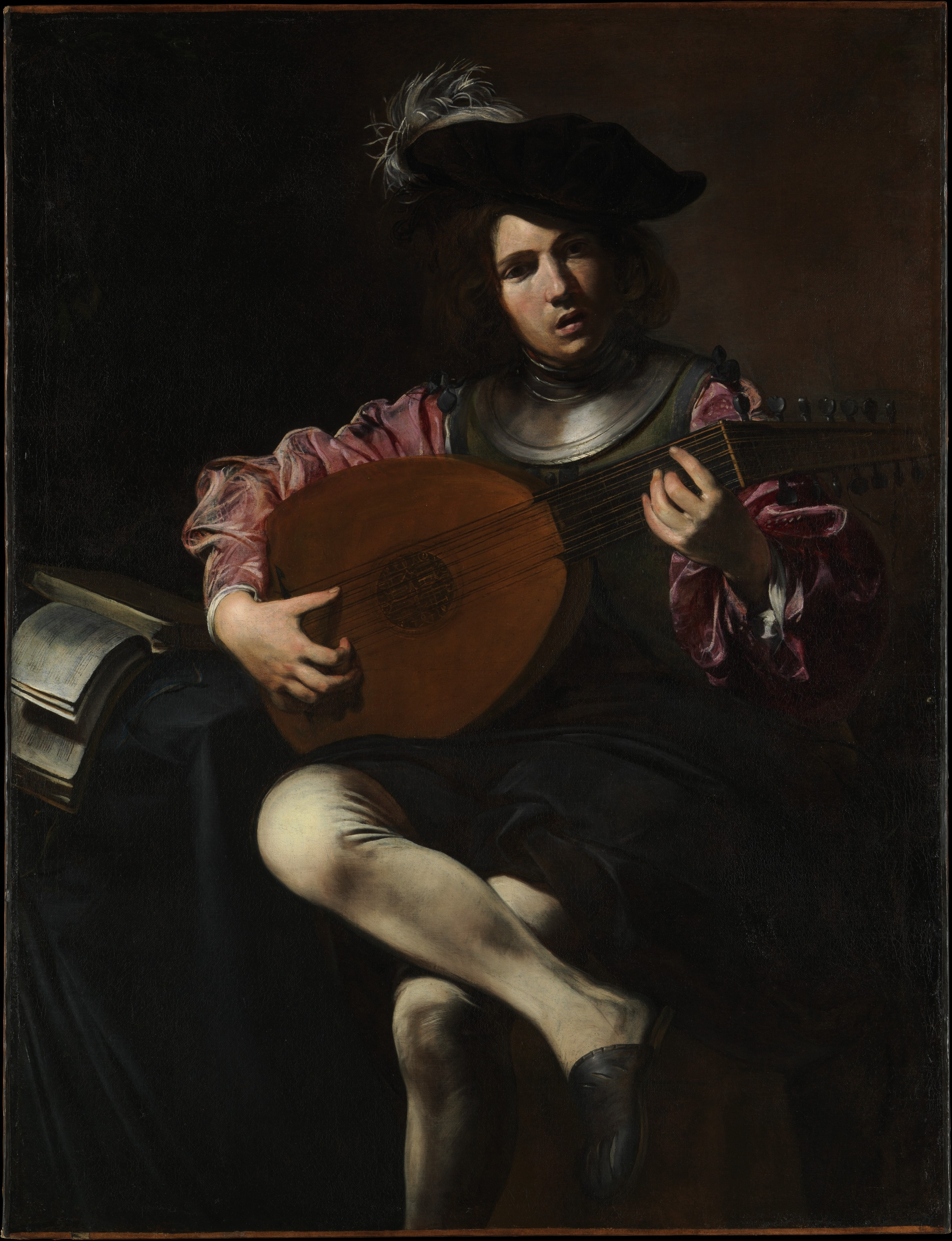
Валантен де Булонь «Лютнист», 1626

## Испания
Франсиско Рибальта стал одним из первых последователей тенебризма в Испании. Неясно, посещал ли он непосредственно Рим или Неаполь, где стиль Караваджо имел много приверженцев. Хотя благодаря её связи с Неаполем в Испании, вероятно, уже к началу XVII века караваджизм получил распространение. Предположительно его сын Хуан Рибальта, Висенте Кастельо и Хосе де Рибера были его учениками, хотя вполне возможно, что Рибера приобщился к тенебризму, когда переехал в Италию. Этот стиль приобрёл множество сторонников в Испании и оказал влияние на испанских художников эпохи барокко или Золотого века, особенно на Сурбарана, Веласкеса и Мурильо. Даже натюрморты в Испании (жанр бодегон) часто писались в таком же строгом и суровом стиле. Орацио Борджанни, подписавший петицию о создании Итальянской академии живописи в Испании, создал серию из девяти картин для монастыря Портакоэли в Вальядолиде, где они и остаются и поныне. Джованни Баттиста Крешенци, итальянский художник и архитектор эпохи раннего барокко, активно работал в Риме и Испании, где он помогал украшать пантеон испанских королей в Эль-Эскориале. Он получил известность во время правления римского папы Павла V, но к 1617 году перебрался в Мадрид, а с 1620 года активно работал в Эль-Эскориале. Филипп III, король Испании, наградил его титулом маркиза де ла Торре, рыцаря Сантьяго. Его ученик Бартоломео Кавароцци также активно работал в Испании.

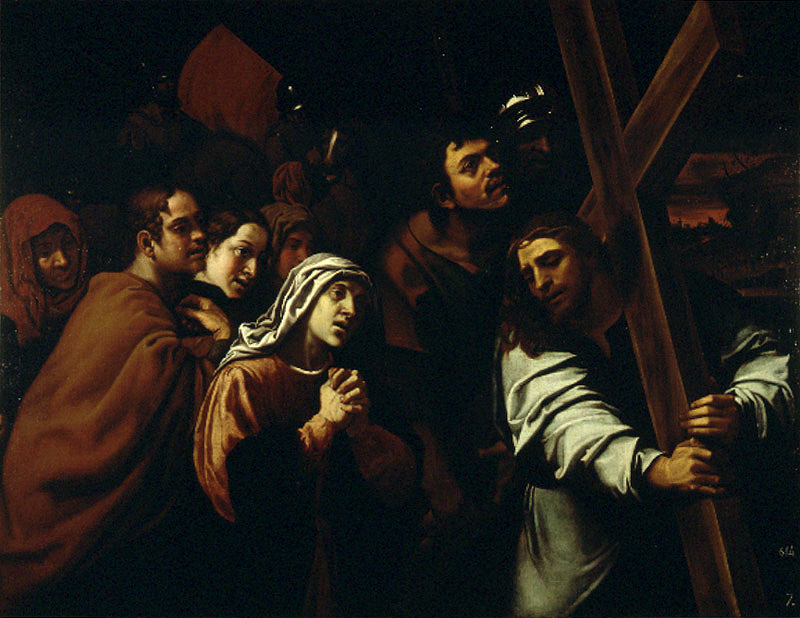
Франсиско Рибальта «Христос с крестом», 1612
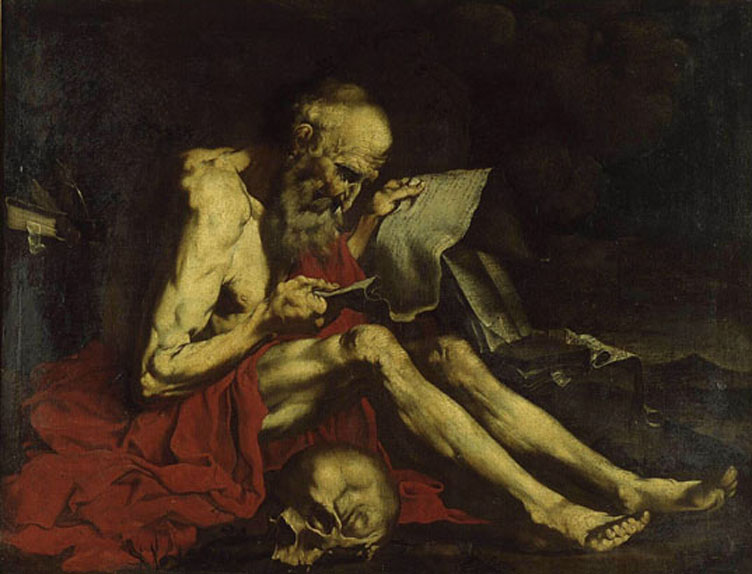
Хосе де Рибера «Читающий святой Иероним», 1630
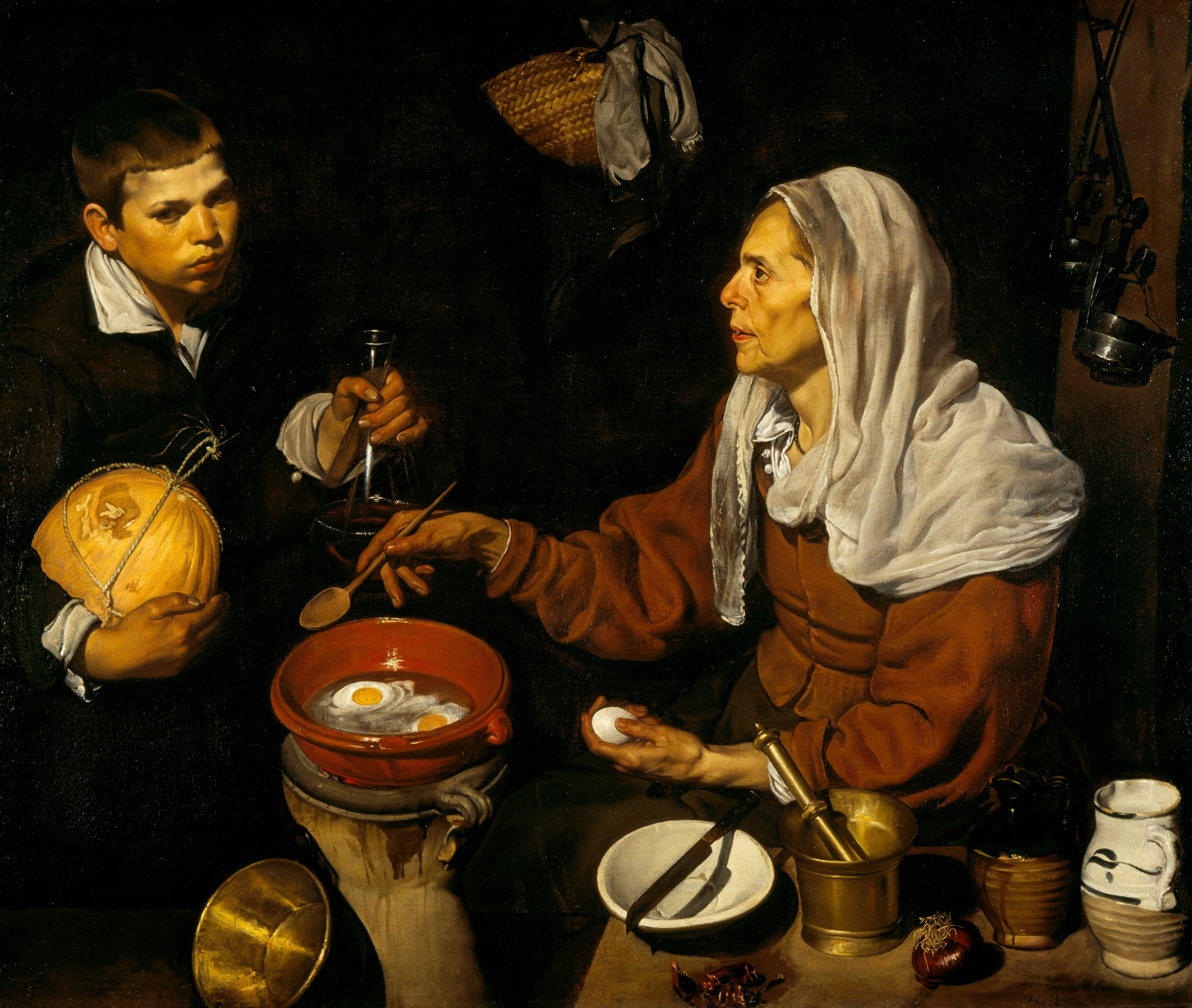
Диего Веласкес «Старуха, жарящая яйца (старая кухарка)», 1618
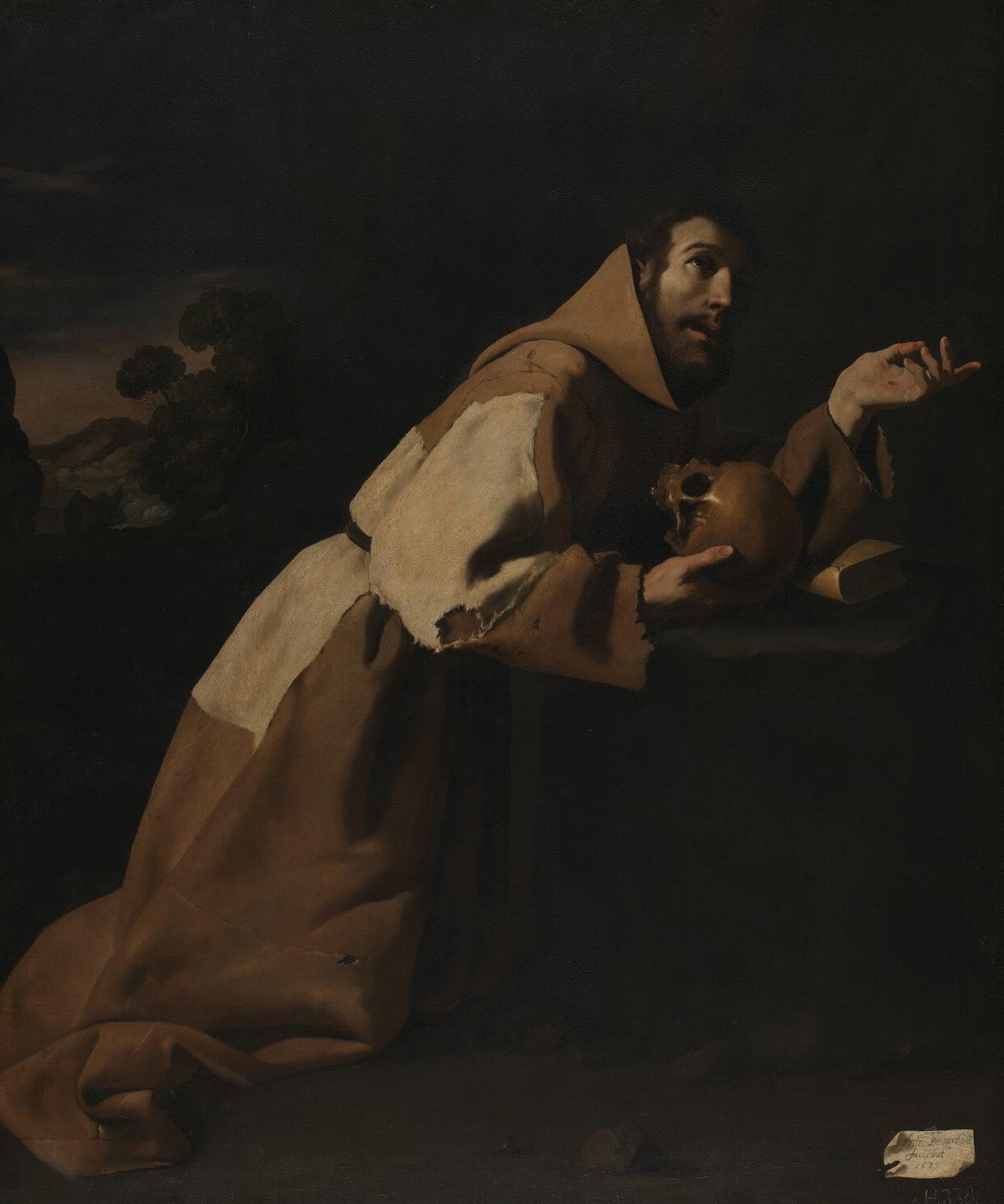
Франсиско де Сурбаран «Молящийся святой Франциск», 1639